# جاشوا هامر
جاشوا هامر (انگلیسی: Joshua Hammer; ۱۲ ژوئن ۱۹۵۷ – ) روزنامه‌نگار، خبرنگار اهل ایالات متحده آمریکا بود. او یک تولیدکننده تولید محتوا و خبرنگار آزاد خارجی و رئیس دفتر نیوزویک و در اروپا است. او همچنین چندین کتاب از جمله کتاب پرفروش «کتابداران خفن تیمبوکتو» در سال ۲۰۱۶ را نوشته است.